# Possidónio Cachapa
Possidónio Cachapa (n. Évora), escritor, realizador e argumentista português. 

## Biografia
Após a infância em Évora, vai viver para os Açores, período que inspirou o seu romance O Mar Por Cima, posteriormente para a Suíça. O seu romance mais conhecido, Materna Doçura, conta a história de Sacha, que perde a mãe, de forma trágica, antes de conseguir resolver a sua atração edipiana e que, por isso, a continuará a procurar no corpo de todas as outras mulheres. Noutro dos seus romances, Rio da Glória, o autor conta a história de duas personagens que atravessam o Brasil em busca de respostas às suas questões internas, numa reflexão sobre a condição humana, as práticas religiosas e a busca do sucesso fácil. Em 2009 publicou "O Mundo Branco do Rapaz Coelho" (ed. Quetzal), a visão apocalíptica de um mundo onde nunca pára de nevar. Em 2015 reviu o romance "Viagem ao Coração dos Pássaros" criando a versão definitiva do texto. Só em 2017 volta a terminar um novo romance, "Eu Sou a Árvore", publicado pela Companhia das Letras. E é nesta editora (onde começa a ser reeditada toda a sua obra inicial) que publicará em 2019 "A Vida Sonhada das Boas Esposas" que registará um notável sucesso.
Trabalhou como argumentista e realizador de curtas e longas metragens, entre estas a longa metragem de animação "Os demónios do meu Avô". Por este filme, recebeu o troféu Sophia, da Academia Portuguesa de Artes Cinematográficas na categoria "Melhor Canção" (letra).[carece de fontes?] Escreveu e dirigiu o documentário "Adeus À Brisa", sobre a vida e obra do escritor Urbano Tavares Rodrigues, e dirigiu filme, "O Nylon da Minha Aldeia", adaptado a partir da novela do mesmo nome.

## Obras
- Nylon da Minha Aldeia (novela) 1997
- Materna Doçura (romance) 1998
- Viagem ao Coração dos Pássaros (romance) 1999, Assírio &Alvim/ versão revista, ed. Marcador, 2015
- Shalom (teatro) 2001
- O Mar por Cima (romance) 2002, reedição em 2018 pela Companhia das Letras
- Segura-te ao Meu Peito em Chamas (contos) 2004
- O Meu Querido Titanic (crónicas) 2005
- Rio da Glória (2007)
- Quero Ir à Praia (livro infantil) (2007)
- O Mundo Branco do Rapaz Coelho (romance) 2009
- Eu Sou a Árvore, (romance) 2017, Companhia das Letras
- A Vida Sonhada das Boas Esposas (romance) 2019 Companhia das Letras
- A Selva Dentro de Casa (romance) 2024, Publicações D.Quixote

## Filmes
- Adeus à Brisa (documentário) 2009
- O Nylon da Minha Aldeia (2012)
- Amélia (2013)
- Teorias da Conspiração (2020)